# Ferrari F430 GT3
 (février 2022).
Si vous disposez d'ouvrages ou d'articles de référence ou si vous connaissez des sites web de qualité traitant du thème abordé ici, merci de compléter l'article en donnant les références utiles à sa vérifiabilité et en les liant à la section « Notes et références ».
Chronologie des modèles
Ferrari 458 Italia GT3
La Ferrari F430 GT3 est une automobile de compétition développée et fabriquée par JMB Racing  et Ferrari pour courir dans la catégorie GT3 de SRO Motorsports Group et de la Fédération internationale de l'automobile. Elle est dérivée de la Ferrari F430, d'où elle tire son nom.